# Konstantinos Koulierakis
Konstantinos Koulierakis (griechisch Κωνσταντίνος Κουλιεράκης; * 28. November 2003 in Chania) ist ein griechischer Fußballspieler, der als Innenverteidiger für den Bundesligisten VfL Wolfsburg und die griechische Nationalmannschaft spielt.

## Spielerkarriere

### Anfänge
Konstantinos wurde in Chania auf der griechischen Insel Kreta geboren und träumte schon früh davon, Fußballprofi zu werden. Seine Mutter war jedoch besorgt um seine Zukunft und konnte sich nicht wirklich mit seiner Leidenschaft für den Fußball anfreunden. Stattdessen versuchte sie, ihn zum Schwimmen oder Tennis spielen zu schicken, doch Konstantinos hatte daran wenig Interesse und blieb dem fern. Sein Vater, ein ehemaliger griechischer Amateurfußballer, lenkte schließlich ein und brachte ihn noch vor seinem fünften Geburtstag in die von PAOK gegründete Doxa Calcetto Academy auf Kreta. Bis 2017 lebte Konstantinos im Elternhaus in Chania, bevor er ins PAOK Academy House zog, wo er drei Jahre verbrachte.

### Jugendkarriere
Ursprünglich als offensiver Mittelfeldspieler ausgebildet, wechselte Koulierakis im Alter von 14 Jahren an der PAOK Academy auf die Position des defensiven Mittelfeldspielers. In der Saison 2018/19 wurde er in der U17 zum Innenverteidiger umgeschult und gewann mit seiner Mannschaft die griechische U17-Meisterschaft. In der Saison 2020/21 wurde er mit PAOK Saloniki griechischer U19-Meister.

### Profi-Karriere

#### Zweite Mannschaft von PAOK
In der Saison 2021/22 wurde Koulierakis erstmals in den Spieltagskader der zweiten Mannschaft von PAOK berufen und durfte bei seinem Debüt in der Super League 2 gegen Olympiakos Piräus B die vollen 90 Minuten durchspielen. Insgesamt absolvierte er 22 Spiele für die B-Mannschaft und zeigte dabei starke Leistungen.
Als Anerkennung für seine Fortschritte wurde er noch in derselben Saison (2021/22) mehrmals zu Spielen der ersten Mannschaft eingeladen. Zwar saß er die meiste Zeit nur auf der Tribüne, doch bei zwei Pokalspielen (darunter das Halbfinale und Finale), zwei UEFA-Europa-Conference-League-Spielen sowie zwei weiteren Super-League-Playoff-Spielen stand er auf der Bank.
Während der Saisonvorbereitung 2022 beeindruckte Koulierakis in einem Freundschaftsspiel gegen sc Heerenveen mehrere Scouts. Diese zeigten Interesse an einem Transfer, woraufhin die Vereinsverantwortlichen einen Preis von 15 Millionen Euro nannten. Zu diesem Zeitpunkt war unter anderem der italienische Fußballverein AC Florenz an dem griechischen Talent interessiert.

#### Erste Mannschaft von PAOK
In der Saison 2022/23 erhielt Konstantinos Koulierakis seinen ersten Profivertrag bei der ersten Mannschaft von PAOK. Sein Debüt in der Super League gab er am 20. August 2022 beim Saisonauftakt gegen Panetolikos GFS. Am 15. Spieltag erzielte er seine erste Vorlage gegen Aris Thessaloniki, und am 20. Spieltag traf er erstmals selbst im Spiel gegen APO Levadiakos. Sein Pokaldebüt gab der Innenverteidiger im Auswärtsspiel des Achtelfinals gegen PS Kalamata. Auch im Finale des griechischen Pokals stand er auf dem Platz, musste jedoch eine 0:2-Niederlage gegen AEK Athen hinnehmen.
Durch eine erfolgreiche Qualifikation nahm PAOK Saloniki an der UEFA Europa Conference League 2023/24 teil. Koulierakis konnte gleich am ersten Spieltag gegen HJK Helsinki und am zweiten Spieltag der Gruppenphase gegen Eintracht Frankfurt jeweils ein Tor erzielen. Im Achtelfinale der Conference League, das PAOK mit 5:1 gegen Dinamo Zagreb gewann, steuerte er ein Tor und eine Vorlage bei und wurde für seine Leistung als „Player of the Match“ ausgezeichnet. Im Viertelfinale schied sein Team jedoch aus dem Europapokal aus. Im selben Jahr erreichte PAOK die Super League Playoffs und sicherte sich die griechische Meisterschaft 2024 nach einem 1:2-Sieg gegen den Stadtrivalen Aris Thessaloniki. Aufgrund einer Gelbsperre konnte Koulierakis das Spiel jedoch nur von der Tribüne aus verfolgen.
In der Saison 2024/25 war Konstantinos Koulierakis zunächst in der UEFA-Champions-League-Qualifikation aktiv und erzielte gegen FK Borac Banja Luka seinen ersten Doppelpack seiner Karriere. Auch in den beiden Spielen gegen Malmö FF zeigte er sich stark: Im Hinspiel bereitete er ein Tor vor und traf im Rückspiel durch ein Traumtor selbst. Trotz dieser Leistungen reichte es jedoch nicht für das Weiterkommen.

#### Wechsel zum VfL Wolfsburg
Am 20. August 2024 unterschrieb Koulierakis einen Vertrag beim Bundesligisten VfL Wolfsburg. Aufgrund einer Vereinbarung zwischen den Vereinen wurde der Transfer auf den 29. August 2024 verschoben, um PAOK die Zeit zu geben, ihre Play-off-Spiele in der UEFA Europa League abzuschließen. Sein erstes Pflichtspiel machte er am 3. Spieltag gegen Eintracht Frankfurt in der Bundesliga und wurde in der 88. Spielminute für Kilian Fischer eingewechselt. Am 4. Spieltag gegen den amtierenden Meister Bayer 04 Leverkusen legte er sein erstes Tor für die Wölfe vor.
Die Niedersachsen sollen für den 20 Jahre alten Verteidiger eine Ablösesumme von 11,75 Millionen Euro gezahlt haben, die durch Bonuszahlungen auf bis zu 14,75 Millionen Euro anwachsen kann. Ursprünglich hatte sich PAOK mit Eintracht Frankfurt über eine Ablöse von 10 Millionen Euro geeinigt, doch der VfL Wolfsburg überbot das Angebot kurz vor dem Abschluss des Deals. Daraufhin entschloss sich die Eintracht, ihre Bemühungen um Koulierakis einzustellen.

## Internationale Karriere
Konstantinos Koulierakis begann seine internationale Karriere in der U-15-Junioren-Nationalmannschaft Griechenlands und wurde am 1. April 2019 in die U-16 von Trainer Nikolaos Kechagias berufen. Er absolvierte drei Spiele für die U-16 und führte das Team im April 2019 im Spiel gegen Polen sogar als Mannschaftskapitän an. Am 13. November 2019 wurde er von Trainer Anastasios Theos in die U-17-Nationalmannschaft berufen und zwei Jahre später erneut von demselben Trainer für die U-19 Griechenlands nominiert.
Mit 18 Jahren, 11 Monaten und 20 Tagen erhielt Koulierakis erstmals eine Einladung zur A-Nationalmannschaft Griechenlands durch Trainer Gustavo Poyet. In der UEFA Nations League 2022 saß er gegen Zypern erstmals auf der Bank und gab sein Debüt für die Nationalmannschaft am 17. November 2022 in einem 2:2-Freundschaftsspiel gegen Malta. Bei der griechischen Nationalmannschaft trägt er die Rückennummer 3.

## Erfolge

### PAOK Thessaloniki
- Griechischer Pokalfinalist (1): 2022 (ohne Einsatz), 2023
- Griechischer Meister (1): 2024
- Griechischer Vizemeister (1): 2023
- Griechischer U-19-Meister (1): 2021
- Griechischer U-17-Meister (1): 2019